# Complementador
En lingüística (sobretot en la gramàtica generativa i concretament en la teoria de la X' o X o X barrada), un complementador, o complementitzador, és una categoria sintàctica que més o menys equival a la conjunció de subordinació de la gramàtica tradicional. Per exemple, la paraula que es considera un complementador en oracions com Na Maria creu que plourà. El terme «complementador» sembla que el va emprar primera vegada Rosenbaum (1967), en la forma anglesa complementizer, i en català més aviat s'hauria d'haver traduït com «subordinant». Les abreviatures de complementador són C i COMP.
Actualment es considera que el complementador com a categoria es troba present a totes les oracions, siguin subordinades o no, i que la seva posició pot rebre les conjuncions de subordinació, els pronoms relatius, els interrogatius, els adverbis interrogatius i els pronoms exclamatius.
El complementador és fonamental en les oracions subordinades. Se sol considerar el nucli del sintagma complementador (SC), que correspon en la gramàtica tradicional a una oració que fa la funció de complement (oració subordinada). Una prova que el complementador fa de nucli d'un sintagma és que sol ser el darrer element d'un sintagma en idiomes com el coreà o el japonès, en els quals hi ha altres nuclis que van darrere els seus complements, i sempre davant en llengües amb nucli inicial com el català i l'anglès.
Ocupen la posició de complementador dos tipus de paraules segons que tinguin o no contingut semàntic. No en tenen la conjunció que de les oracions interrogatives directes globals, si a les oracions interrogatives indirectes, de a les oracions d'infinitiu en funció de subjecte o complement directe, i que de les oracions substantives amb un verb d'informació. Per contra, en tenen els anomenats mots -qu, anomenats així pel començament de la majoria, és a dir: els pronom interrogatiu què, quin, quant, els pronoms interrogatius adverbials on, com, quan; i els pronom relatiu qui, que, qual, quan, on, com.
Fora de les oracions interrogatives, el complementador que s'empra davant les oracions completives de temps finit (és a dir, no d'infinitiu): Demanen que els tornin els diners. De s'empra davant algunes oracions substantives d'infinitiu, en funció de subjecte i complement directe: Confia d'aprovar. Hi ha un que propi de les oracions interrogatives directes globals:  Que vindràs?. La posició del complementador és buida en el cas de la majoria de les oracions no subordinades.
Els complementadors a més de formar una categoria sintàctica són uns marcadors de la modalitat de l'oració en el cas de les oracions no asseveratives, és a dir, en les oracions interrogatives i en les oracions exclamatives.
En català i altres llengües com l'anglès, atès que la posició de complementador és a l'esquerra del nucli del sintagma temps (ST; també anomenat sintagma flexió o SI), s'hi desplacen els complementadors que són pronoms relatius, pronoms i adverbis interrogatius i exclamatius, des de la seva posició normal en una oració no subordinada o asseverativa
El desplaçament del complementador es fa amb el nucli del seu sintagma, si és un especificador ( Quantes hores has dormit? < Has dormit quantes hores ), i amb la preposició que complementa, si és un pronom (El problema de què parles < Parles del problema ). Aquest desplaçament s'anomena moviment de qu-.
Així, per exemple, tenim els següents parells d'oracions on el complement es troba darrere el nucli en l'oració de la dreta i davant, en la de l'esquerra, en forma dels pronom interrogatius què, quin i del pronom relatiu que:
 Què volia / Vull això
 Quin voldria / Vull aquell
El llibre que vol / Vol el llibre
En el cas dels complementadors funcionals, és a dir, sense contingut semàntic, no es produeix cap desplaçament, perquè no són pronoms; és el cas de que i si en les oracions subordinades substantives següents:
Demana-li si vindrà.
Diu que vindrà.
És normal que els complementadors procedeixin de l'evolució històrica d'altres categories sintàctiques (procés conegut com a gramaticalització o lexicalització). Entre llengües d'arreu del món és molt corrent que els determinants s'emprin com a complementadors (per exemple, that en anglès). Una altra font freqüent dels complementadors són les paraules interrogatives, com per exemple què en català.

## Complementador buit
Algunes anàlisis admeten la possibilitat que hi hagi complementadors buits. Un complementador buit és una categoria hipotètica sense realització fonètica. En les oracions subordinades substantives d'infinitiu en funció de subjecte posposat al verb i de complement directe de verbs de voluntat, projecte o desig, el complementador no es realitza fonèticament en els registres no formals; així tenim alternances com: 
No li agrada d 'insistir / No li agrada insistir
S'ha proposat de venir al viatge» / Sha proposat venir al viatge.
Hi ha oracions, com la resta de substantives d'infinitiu i totes les oracions no subordinades, que mai no tenen complementador.
Una cosa diferent de la posició de complementador buida és, en català, el resultat de suprimir per error el complementador que en oracions com ara * Esperem estiguin contents en comptes del correcte Esperem que estiguin contents.